# Cosmos 638

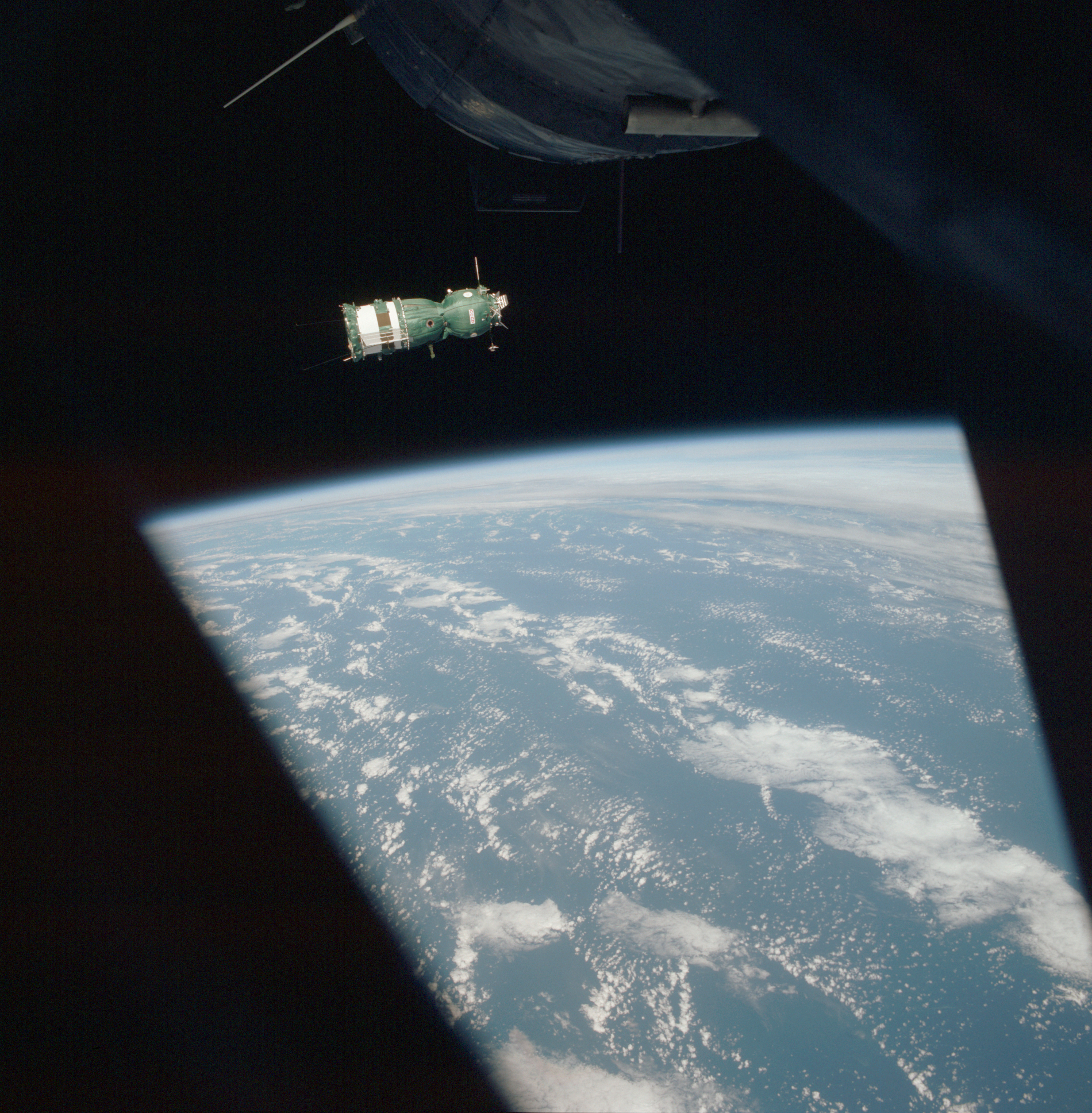
Una Soyuz 7K-TM tripulada vista desde el módulo Apolo durante el proyecto de pruebas Apolo-Soyuz.

Cosmos 638 fue el nombre dado a la primera misión de prueba no tripulada de una nave Soyuz 7K-TM en el contexto del programa conjunto Apolo-Soyuz. Fue lanzada el 3 de abril de 1974 desde el cosmódromo de Baikonur.
El lanzamiento tuvo lugar correctamente y la nave fue insertada en una órbita con un perigeo de 187 km y un apogeo de 309 km, con una inclinación orbital de 51,8 grados y un período orbital de 89,4 minutos. La nave realizó diversas maniobras en órbita con un delta V total de 47 m/s. Tras 9,89 días en órbita la cápsula fue recuperada el 13 de abril de 1974 a las 5:05 GMT.